# Gerhard Fischer (Diplomat)
Gerhard Fischer (* 20. September 1921 in Oslo, Norwegen; † 3. Juli 2006 in Kopenhagen, Dänemark) war ein deutscher Diplomat und Botschafter.

## Leben
Gerhard Fischer wurde als eines von drei Kindern von Sigrid Fischer, geborene Johnsen, und des Gesandten Martin Fischer geboren. Er wuchs ab seinem fünften Lebensjahr in China auf. Nach seinem Abitur in Shanghai 1940 kehrte er zum Kriegsdienst nach Deutschland zurück. Nach dem Ende des Zweiten Weltkrieges und Gefangenschaft studierte er von 1948 bis 1951 Rechtswissenschaften und Sinologie an der Universität München. 1952 trat er in den diplomatischen Dienst ein und fand ab 1953 im Dienst des Auswärtigen Amtes Verwendungen an den Auslandsvertretungen in Addis Abeba, Hongkong, Madras sowie von 1970 bis 1974 als Botschafter in Kuala Lumpur. Er war ferner von 1974 bis 1977 Ministerialdirigent in Bonn (Asien-Beauftragter im Auswärtigen Amt) und wurde 1977 Botschafter in Dublin (Irland), wo er 1980 von Carl Lahusen abgelöst wurde. Er selbst übernahm 1980 daraufhin von Herbert Dreher den Posten als Botschafter in den Niederlanden und verblieb dort bis 1983, woraufhin Otto von der Gablentz sein dortiger Nachfolger wurde. Zuletzt wurde er 1983 Botschafter der Bundesrepublik Deutschland in Bern (Schweiz) und übte diese Funktion bis zu seinem Eintritt in den Ruhestand 1986 aus. 
Fischer zog daraufhin von Bern nach Südindien und arbeitete fünf Jahre lang in der Leprastation in Chettipatty. Danach errichtete er über die von ihm gegründete Gerhard-Fischer-Stiftung in den Vorbergen des Himalaja eigene Krankenhäuser, Werkstätten, Schulen, Brunnen und Latrinen. Fischer hat zwischen 1980 und 2000 jeweils sechs Monate im Jahr selbst in seinen Projekten gelebt.
Im Jahr 1997 wurde ihm der Gandhi-Friedenspreis verliehen. Das damit verbundene Preisgeld von rund einer halben Million DM verwendete er für seine humanitären Projekte.
Gerhard Fischer war verheiratet und hatte zwei Kinder.